# Емил Лежен
Емил Лежен (фр. Émile Lejeune; Женева , 13. јануар (или 21. мај?) 1885 — Женева, 22. октобар 1964) био је швајцарски сликар чије дјело представља прелаз између импресионизма и постимпресионизма. Био је једна изузетна фигура у париској авангарди с почетка 20. вијека ca пресудним утицајем на његов даљи живот и рад.

## Биографски подаци

### Образовање
Рођен је у Женеви у богатој породици, Пјер Жил Лежена Швајцарца и мајке Мари Петит Францускиње.Као дјечак савладао је породични јувелирcки занат. Привучен цртањем драгуља у атељеу , уписао је 1903 год. Школу лијепих умјетности у Женеви . У 1908 у 23. години, отпутовао је у Шпанију, гдје је наставио студије. У Мадриду и Барселони, скицирао је све значајно око себе. 

### Пут у Париз
Јачајући у свом идеалу, са повјерењем да настави своје студије у Школи лијепих умјетности 1910 отишао је у Париз.Са снажним утицајем оца у У четврти Монпарнас, у улици Хуигхенс бр. 6 на лијевој обали Сене отворио је јувелирcки студио и убрзо постао власник.

## Лира и палета
"Лира и палета", музички пројекат суботом увече Ерика Сатија Леженовог блиcког пријатељa, одржавао се у Леженовом "Монпарнас Студио". Према писцу Били Клуверу у књизи "Дан са Пикасаом" - " све је почело од швајцарског сликара Емила Лежена" током прве зиме рата 1914-1915. Концерте су првобитно давали Ерик Сати , Морис Равел и Клод Дебиси. У љето 1915 почели су са концертима за младе француске композиторе. Мјеcто је постао стјециште умјетника и музичара из тог периода међу редовним посјетиоцима били су: Модиљани, Аполлинер, Сандрар , Хаим Сутин , Пикасо, Матис, Мануел Ортиз де Зарате, Макс Јаков и Пјер Реверди." 
Хаим Сутин Портрет Човјека (Емил Лежен) (1924-1925),уље на платну ,Музеј Оранжерија ,Париз.

## Група "Шесторка"
Из пројекта "Лира и палета", под окриљем Ерика Сатија и Жана Коктоа настаће "Шесторка" пријатељско удружење француских композитора.